# 潘勰安

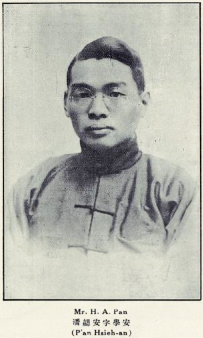
潘勰安

潘勰安（1893年—？），字学安，上海人，中华民国政治人物。

## 生平
1912，获上海圣约翰大学文学士，后考入清华学校，担任清华校友年刊副编辑。1914年留美，1916年获宾夕法尼亚大学沃顿商学院经济学理学士学位，1917年获得硕士学位。1918回国后，曾任南京师范学院经济与保险学教授；1920年任上海美亚保险公司代理，总经理兼顾问；1921年任友邦人寿保险公司助理秘书，在上海圣约翰大学开设“财产及人寿保险”专题讲座。1925年，曾任职于北京友邦寿险公司；1925年后，曾任中华民国学生联合总会《中国学生》的月刊副编辑。1927年，担任大华保险公司总经理。